# Luigi Beccali
Luigi Beccali, född 19 november 1907 i Milano, död 29 augusti 1990 i Daytona Beach i Florida, var en italiensk friidrottare.
Beccali blev olympisk mästare på 1500 meter vid olympiska sommarspelen 1932 i Los Angeles.